# Moviment Mau
|  | Aquest article tracta sobre un moviment independentista samoà no-violent. Si cerqueu una revolta camperola anticolonial a Kènia, vegeu «Rebel·lió del Mau-Mau». |

El moviment Mau va ser un moviment no-violent per a la independència de Samoa del govern colonial neozelandès durant la primera meitat del segle xx. «Mau» significa en samoà «opinió», «inquietant», «per decidir», o «testimoni» que denota «força ferma». El lema del Mau era «Samoa mo Samoa» (Samoa pels samoans). De la mateixa manera, «Mau» en hawaià significa «esforçar-se» o «perseverar», i sovint es relaciona amb la poesia hawaiana en relació amb la independència i les lluites de sobirania.
El moviment va tenir els seus inicis a l'illa de Savai'i amb la resistència Mau a Pule a principis de la dècada del 1900, amb un suport generalitzat a tot el país a finals de la dècada de 1920. A mesura que el moviment creixia, el lideratge va recaure a la principal elit del país, els costumistes caps matai atrinxerats en la tradició samoana i en la fa'a Samoa. El Mau va incloure dones que van recolzar l'organització nacional a través del lideratge i l'organització, així com en la participació en marxes. Els partidaris portaven un «uniforme Mau», un lava-lava blau marí amb una franja blanca que després va ser prohibida per l'administració colonial.
El moviment Mau va culminar el 28 de desembre de 1929 als carrers de la capital, Apia, quan la policia militar de Nova Zelanda va disparar contra una manifestació que intentava evitar l'arrest d'un dels seus membres. Aquell dia va ser conegut com el «Dissabte Negre». Van morir fins a 11 samoans, incloent el líder del Mau i gran cap Tupua Tamasese Lealofi III, amb molts altres ferits. Un policia neozelandès va ser assassinat per manifestants.
Els esforços del moviment Mau van conduir en última instància a la independència política de Samoa el 1962, sent el primer país insular del Pacífic en obtenir la seva independència, però l'auge de l'activitat del moviment a les illes occidentals es va produir a finals de dècada del 1920 i principis de la dècada del 1930.

## Història

### Antecedents
A finals del segle xix, diverses dinasties samoanes (Malietoa, Mata'afa i Tamasese) es van enfrontar pel domini de l'arxipèlag samoà, mentre que les rivalitats colonials desestabilitzen encara més el país. Alemanya, els Estats Units d'Amèrica i el Regne Unit competien pel control de Samoa, i donaven suport a diferents monarques samoans. El 1889, les tres potències occidentals van acordar reconèixer a Malietoa Laupepa com a rei de Samoa.
El 1899, després de la mort d'aquest últim, els tres països occidentals van signar a Washington el Tractat de Berlín. Alemanya rep el control de la major part de Samoa, els americans van obtenir la part oriental de l'arxipèlag, i els britànics renuncien a Samoa obtenint a canvi la majoria de les illes Salomó, que fins llavors pertanyien a l'esfera d'influència alemanya. Així neix la partició de l'arxipèlag samoà entre Samoa Occidental (alemanya) i Samoa oriental (estatunidenca).
La Samoa alemanya estava sota l'administració del governador Wilhelm Solf. Els intents de l'administració alemanya de centralitzar tots els poders, desafiant els dels dirigents i institucions samoanes, així com la seva falta de respecte per les pràctiques i valors tradicionals (fa'a Samoa), generen un moviment de protesta.

### Inicis del moviment Mau

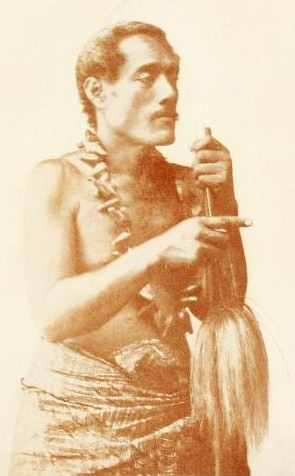
Lauaki Namulau'ulu Mamoe (fotografia de Thomas Andrew)

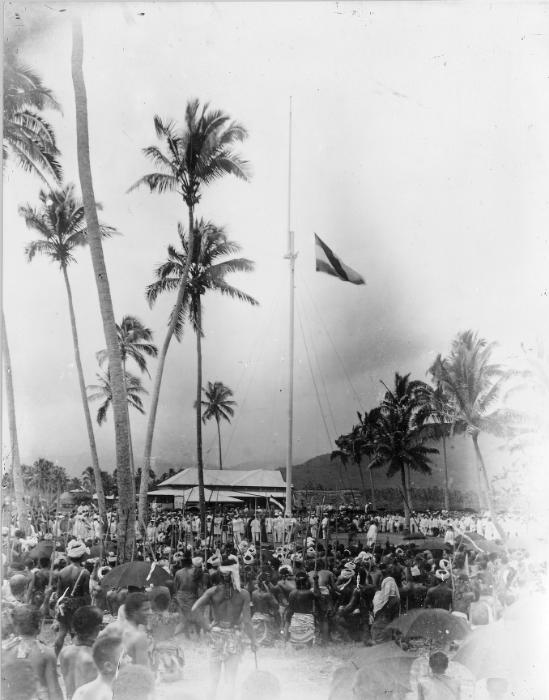
Hissant la bandera de Samoa alemanya a Mulinu'u, 1900 (fotografia d'AJ Tattersall)

En termes generals, la història del moviment Mau s'inicia a començaments del segle xix amb el contacte europeu i l'arribada de les potències occidentals (Gran Bretanya, Estats Units d'Amèrica i Alemanya), que competeixen pel control de la nació del Pacífic.
El país es va convertir en Samoa alemanya (1900-1914), seguit d'una ocupació neozelandesa durant la qual moviment Mau va reunir el suport nacional.
| «                                            | El Mau va ser una revolta dels antics samoans contra la dominació estrangera, i, per tant, es va originar al segle xix. | » |
| — Albert Wendt, escriptor i professor samoà. | |   |

Un esdeveniment clau va ocórrer el 1908, durant una disputa entre l'administració colonial alemanya i el Malo o Samoa (el Consell de Caps de Samoa) sobre l'establiment d'un negoci de copra propietat i controlat per samoans nadius. La controvèrsia va conduir a la formació posterior d'un moviment de resistència anomenat Mau a Pule (en samoà, «opinió dels Pule») a l'illa de Savai'i creada per Lauaki Namulau'ulu Mamoe, un dels líders samoans de l'illa Safotulafai que havia sigut deposat pel governador alemany de Samoa, Wilhelm Solf. A més de deposar membres del Malo o Samoa, Solf va portar dos vaixells de guerra alemanys a l'illa d'Upolu com a mostra de força. Lauaki va anar cap a Upolu amb els seus guerrers des de Savai'i per a la batalla. El governador alemany va convèncer Lauaki per establir una «reunió de converses de pau», però amb la condició que dispersés el seu exèrcit abans de la reunió; Lauaki no sabia que es tractava d'un parany del governador alemany per lliurar-se d'ell i va tornar amb els seus guerrers a Savai'i, ja que eren reticents d'abandonar Upolu sense ell. Lauaki va trigar diversos dies per a dispersar el seu exèrcit i es va assegurar de l'arribada dels seus guerrers als seus pobles. Quan Lauaki va tornar a Upolu junt amb alguns altres caps samoans per a la reunió de converses de pau celebrada a bord d'un vaixell alemany, van descobrir que era un parany. El 1909, Lauaki i els membres principals del Mau a Pule van ser exiliats a l'illa Saipan, a les Illes Mariannes Septentrionals (que en aquella època era una colònia alemanya) on havien de romandre fins al 1914, quan Nova Zelanda es va fer càrrec de Samoa com a part del seu imperi quan va esclatar la Primera Guerra Mundial. Molts d'aquests exiliats van morir abans de tornar a Samoa. Lauaki va morir el 1915 durant el viatge de retorn cap a Samoa.

### L'epidèmia de grip

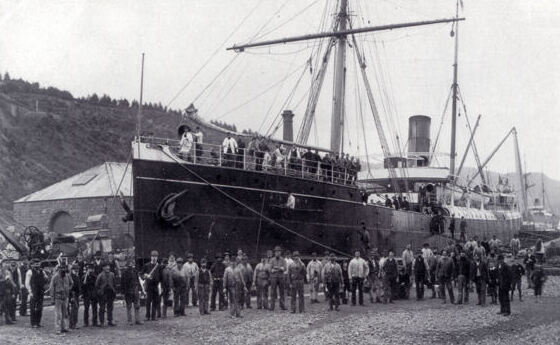
SS Talune al Port Chalmers, Nova Zelanda, c. 1890

El moviment independentista samoà no tornaria a guanyar força fins que les tropes de Nova Zelanda, sense oposició dels governants alemanys, van ocupar Samoa Occidental el 29 d'agost de 1914, a petició de les autoritats britàniques al començament de la Primera Guerra Mundial. Les illes passen a l'administració de Nova Zelanda, dins de l'Imperi Britànic.
El govern militar va continuar després de la guerra, i el 1919, uns 7.500 samoans (al voltant del 22% de la població), va morir durant una epidèmia de grip; ja se sabia que els samoans eren susceptibles a les malalties europees, ja que mai van ser afectats per elles.
Quan el vaixell SS Talune va arribar a Apia amb la seva tripulació i passatgers afectats per la grip, els neozelandesos els va permetre desembarcar. Dos dies més tard es va informar de les primeres morts. Els administradors neozelandesos no van intentar sufocar o contenir la propagació, i després d'una setmana s'havia estès per tot Samoa. Van morir famílies senceres, amb una velocitat tan alarmant que els cadàvers van romandre durant setmanes sense ser enterrats. Els cadàvers es llançaven a fosses comunes o es deixaven a les cases que cremades. Tanmateix, a Samoa americana, on s'havien pres mesures de precaució i de quarantena, no hi va haver morts. Després de conèixer la situació de Samoa Occidental, el governador estatunidenc va oferir ajuda al coronel Logan, qui estava a càrrec de l'administració de Samoa Occidental; Logan era britànic de naixement i odiava als americans, i va destruir el telegrama i va tallar qualsevol altre contacte amb Samoa americana. Els estatunidencs tenien un gran equip mèdic que podia haver salvat moltes vides.
Aquest esdeveniment catastròfic va establir una nova base per al descontentament amb una administració ja percebuda com a incompetent i deshonesta per molts samoans. La manipulació maldestra de la governança de Samoa, l'erosió lenta i deliberada de les estructures socials tradicionals de Samoa per part dels administradors successius, i una incapacitat general per comprendre i respectar la cultura samoana també van sembrar les llavors per una revitalitzada resistència al govern colonial. Logan va ser substituït pel coronel Robert Tate.

### Samoa sota l'administració neozelandesa
En 1920, la Societat de les Nacions va confirmar l'administració de Samoa Occidental per part dels neozelandesos, amb un mandat de classe C; això significa que a causa del caràcter «subdesenvolupat» de la colònia, els samoans es consideren aptes per a governar-se a curt o mitjà termini, i que, per tant, se'ls encomana a la responsabilitat de la potència colonial que li correspon. A la pràctica, els neozelandesos són lliures de governar el territori com considerin oportú. No va ser fins a 1923 que van restaurar el Fono des Faipule, una assemblea consultiva de caps samoans prèviament reconeguts per les autoritats alemanyes. A partir de 1928, els neozelandesos integren els caps samoans a l'administració colonial. No obstant això, l'administració neozelandesa a Samoa està poc qualificada i és ineficaç. Els seus membres solen traslladar-se als pocs anys, i poques vegades es prenen el temps per submergir-se en la cultura samoana o aprendre la seva llengua.
Els governadors successius de la colònia solen ser oficials militars, malgrat l'establiment d'un règim civil després de la guerra. Ells «tendeixen a adoptar un enfocament autoritari». Sovint, «ignorants o despectius dels costums i pràctiques samoanes», reforcen el ressentiment dels seus ciutadans contra ells. El general George Richardson, governador de Samoa entre 1923 i 1928, va cristal·litzar aquest descontentament. Malgrat que va tenir temps per aprendre la llengua samoana, la seva prioritat era «modernitzar» la colònia. En nom de l'eficiència econòmica, emprèn una individualització de la propietat de la terra sense tenir en compte els drets i costums aborígens, i prohibeix les cerimònies i la recreació autòctona per considerar-la una pèrdua de temps. Els líders que es resisteixen es veuen privats del seu títol, o fins i tot són desterrats del seu poble, una forma de càstig aplicada més de cinquanta vegades en els primers tres anys de l'administració de Richardson, sovint per castigar les transgressions insignificants.

### El lideratge Mau

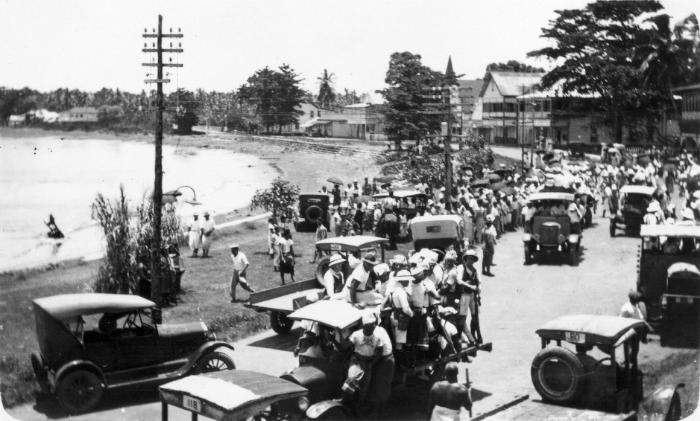
Transport de presoners Mau a Apia, 1930

El principal suport entre els samoans per al Mau va venir dels matai samoans, els caps de família de l'estructura social-política tradicional de Samoa. Es van utilitzar les connexions familiars dels matai, una part central de la cultura samoana, per aprofitar el suport. L'èxit del Mau en reunir el suport nacional va demostrar que la fa'a Samoa (la tradició samoana) era encara forta malgrat el colonialisme.
Els samoans mestissos, afrontant la discriminació per ambdues cultures però amb l'avantatge del coneixement intercultural, també van tenir un paper clau en el nou moviment.
Olaf Frederick Nelson (1883-1944), un dels líders del nou moviment Mau, va ser un reeixit comerciant i fill d'un suec i d'una samoana. Nelson era l'home més ric de Samoa en aquell moment i molt viatger. Es va frustrar per l'exclusió de nadius samoans i mestissos de l'administració colonial i de la governança. Cal destacar que va ser un dels molts que va perdre un fill a l'epidèmia de grip de 1919, a més de la seva mare, germana, el seu únic germà i la seva cunyada. Tot i ser classificat com europeu, es considerava «samoà de naixement per sang i sentiment». El 1926, Nelson va visitar a Wellington per pressionar al govern de Nova Zelanda sobre el tema de l'augment de l'autogovern. Durant la seva visita, el ministre d'Afers Exteriors, William Nosworthy, es va comprometre a visitar Samoa per investigar. Quan Nosworthy va ajornar el seu viatge, Nelson va organitzar dues reunions públiques a Apia, a les quals van assistir centenars de persones i es va crear la Lliga samoana, o O le Mau.

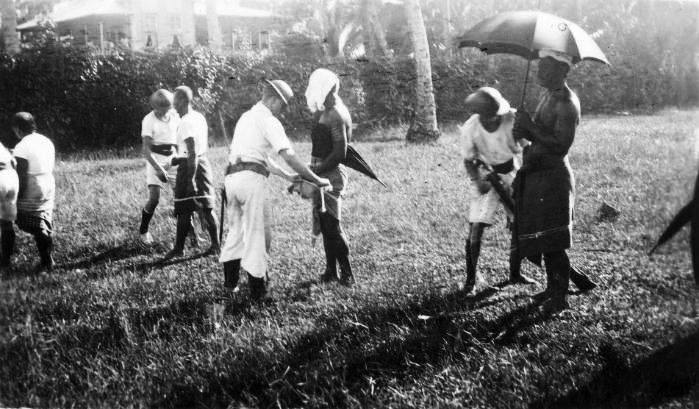
Marines neozelandesos eliminant la franja blanca del lava-lava, l'uniforme del moviment Mau, c. 1930

El Mau va publicar el periòdic Samoa Guardian com a portaveu del moviment. Per demostrar l'abast del suport popular per al Mau, Nelson va organitzar una «reunió esportiva» per als membres del moviment a l'aniversari del Rei, paral·lelament a l'esdeveniment oficial. Els membres del moviment van començar a participar en actes de desobediència, com el «descuit» de la recerca setmanal obligatòria de l'escarabat rinoceront, enemic del cocoter, amenaçant així la lucrativa indústria de la copra. Quan els administradors neozelandesos van imposar una quota per capita de recollida d'escarabats, molts samoans van començar a criar els insectes en cistells en comptes de complir amb les ordres de recollir-los i netejar els boscos.
El 1927, alarmat per la creixent força del Mau, George Richardson, administrador de Samoa, va canviar la llei per permetre la deportació d'europeus o mestissos europeus encarregats de fomentar disturbis; aquesta acció es va fer perquè es suposava que el moviment creixent era només un producte d'interessos personals d'europeus i que utilitzaven als samoans nadius per aconseguir-los. En realitat, el Mau es va construir sobre les formes tradicionals d'organització política samoana. A cada poble que es va unir al moviment es va formar un comitè format pels caps i «homes parlants». Aquests comitès van constituir l'element bàsic d'un sistema alternatiu de govern, i la tendència dels samoans a unir-se sota el lideratge tradicional va significar que a mitjans de la dècada del 1920, aproximadament el 85% de la població samoana estava involucrada obertament en la resistència.
La desesperació de l'administració colonial per silenciar a Nelson el va portar a l'exili el gener de 1928, juntament amb altres dos membres mestissos europeus del Mau. Durant els seus cinc anys d'exili, Nelson va traslladar la seva petició per la independència de Samoa a la Societat de les Nacions, a Ginebra, que contenia les signatures del 86% de la població masculina adulta de Samoa, però la comissió permanent es va negar a concedir-li l'audiència. En la petició, Nelson va citar un antic proverbi samoà: «Ens movem per amor, però mai dirigits per la intimidació». Sis mesos després del seu retorn a Samoa, Nelson va ser sentenciat a deu anys addicionals a l'exili i vuit mesos de presó a Nova Zelanda. Això va quedar reduït el 1936, després que el Partit Laborista guanyés les eleccions generals de Nova Zelanda el 1935.

### La desobediència civil
El Mau es va mantenir fidel a aquest sentiment, i malgrat l'exili de Nelson, va seguir utilitzant la desobediència civil per oposar-se a l'administració de Nova Zelanda. Els samoans van boicotejar els productes importats, es van negar a pagar impostos, i van formar la seva pròpia «policia» per a vigilar les botigues d'Apia i evitar pagar als agents de l'autoritat neozelandesos. Els comitès del poble establerts per l'administració van deixar de reunir-se i es van ignorar als funcionaris del govern. No es registraven els naixements ni i les defuncions. No es collien els cocos i es van descuidar les plantacions de bananes.
El govern colonial estimava que 2/3 de la població pertanyien al Mau, mentre que aquest últim reclamava el suport del 90% dels habitants. Finalment, els neozelandesos es van veure obligats a admetre que «una proporció molt important de samoans s'ha unit al Mau, bastant suficient, que si determinen resistir-se i frustrar les activitats de l'administració, podrien paralitzar les funcions del govern».
George Richardson va enviar un vaixell de guerra i una força de 70 marines per eliminar la gran resistència no-violenta. Van ser arrestats 400 membres del Mau, però molta gent va respondre entregant-se a les autoritats per a ser detinguts, sabent que no havia prou cel·les per a tancar a tothom; un grup de presoners van ser tancats en una «cel·la» de tres parets a la vora de l'oceà, i podien nedar per anar a casa seva i visitar les seves famílies. Després que el seu intent de repressió es convertís en ridícul, Richardson va oferir perdó a tots els arrestats; no obstant això, els detinguts van exigir ser jutjats pel tribunals, i després es van negar a presentar-se als judicis per demostrar el seu rebuig a la jurisdicció del tribunals.

### Dissabte negre, 28 de desembre de 1929

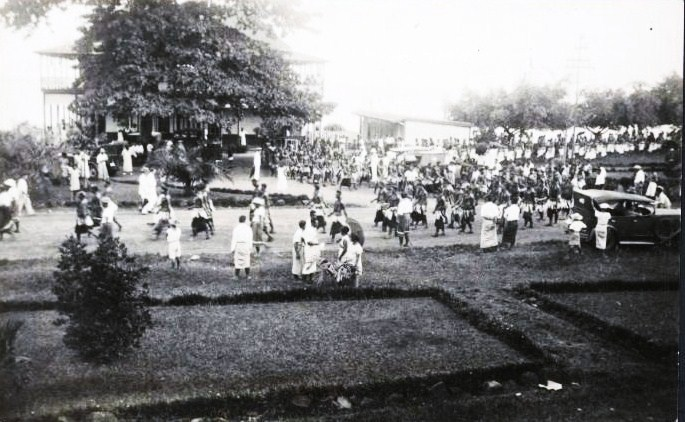
Demostració Mau a Apia, 1929

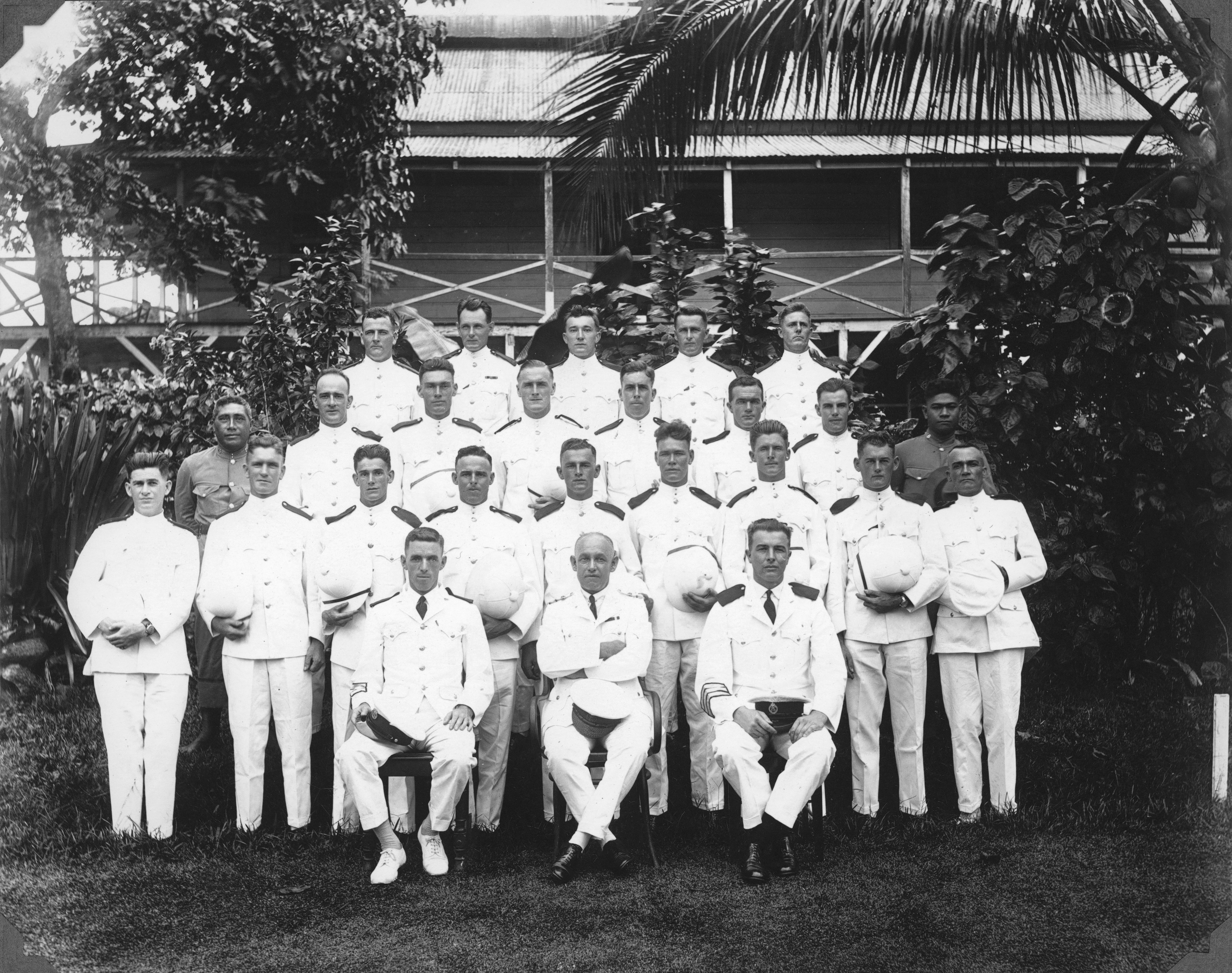
Policia neozelandesa a Samoa durant el moviment Mau

El nou administrador, Stephen Allen, va substituir als marines per una força especial de la policia de Nova Zelanda i va començar a dirigir-se als líders del moviment.
Tupua Tamasese Lealofi III, que havia liderat el moviment després de l'exili de Nelson, va ser arrestat per falta de pagament d'impostos i empresonat durant sis mesos.
El 28 de desembre de 1929, que després es coneixeria com a «Dissabte negre», la policia militar de Nova Zelanda va dissoldre de forma violenta una manifestació pacífica que s'havia reunit per donar la benvinguda a casa a A.G. Smyth, un mestís europeu líder del moviment, que tornava a Samoa després d'un exili de dos anys. Els informes de la massacre són imprecisos perquè l'encobriment oficial de l'incident va ser molt eficaç. Tupua Tamasese Lealofi III es va dirigir al front de la multitud i va demanar calma als manifestants perquè alguns d'ells estaven llançant pedres a la policia. D'esquena a la policia mentre demanava pau a gent, va rebre un tret la part posterior. Un altre samoà, que es va apressar per ajudar-lo, va rebre trets a les dues cames. Un altre va ser disparat quan intentava protegir-lo de les bales. Van morir dues persones més per intentar salvar-lo abans que poguessin arribar a ell.
El tiroteig es va aturar al voltant de les 6.30h del matí. Vuit persones van morir durant el tiroteig i tres més tard, i unes 50 persones van resultar ferides. També va morir un policia. Entre els ferits es trobaven dones i nens aterrits que havien fugit de la plaça del mercat per cobrir-se de la policia neozelandesa que disparava des de la veranda de l'estació, un d'ells amb una metralladora Lewis.
Mentre s'estava morint, Tamasese III va dir als seus seguidors:
| « | La meva sang s'ha vessat per Samoa. Estic orgullós de donar-la. No somieu amb venjar-la, ja que s'ha vessat per la pau. Si moro, cal mantenir la pau a qualsevol preu. | » |

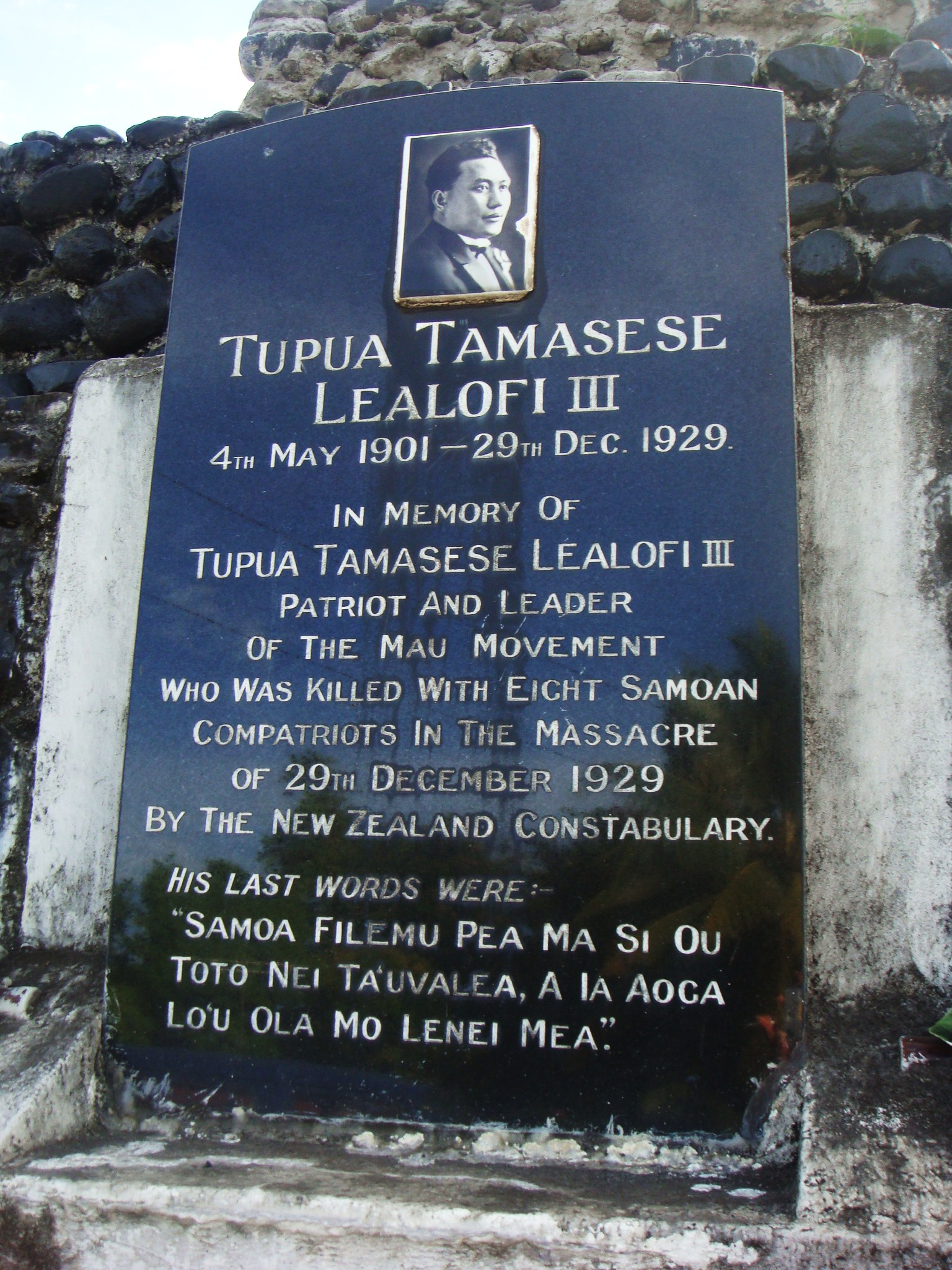
Tomba de Tupua Tamasese Lealofi III al poble Lepea, amb la inscripció de les seves últimes paraules en llengua samoana

Mentre que els samoans ploraven pel seu gran cap, una investigació neozelandesa va concloure que l'ús d'armes de foc va ser justificat, agreujant encara més les tensions entre samoans i neozelandesos. Després de la massacre, els homes Mau van fugir cap a la muntanya, la retirada tradicional dels derrotats en la guerra. La resistència va continuar per altres mitjans, amb l'aparició de les dones Mau per continuar als consells, manifestacions i protestes simbòliques que els homes ara no podien fer. Pel moviment Mau femení, fins i tot el joc del criquet representava un acte de desafiament que convidava a l'assetjament oficial.

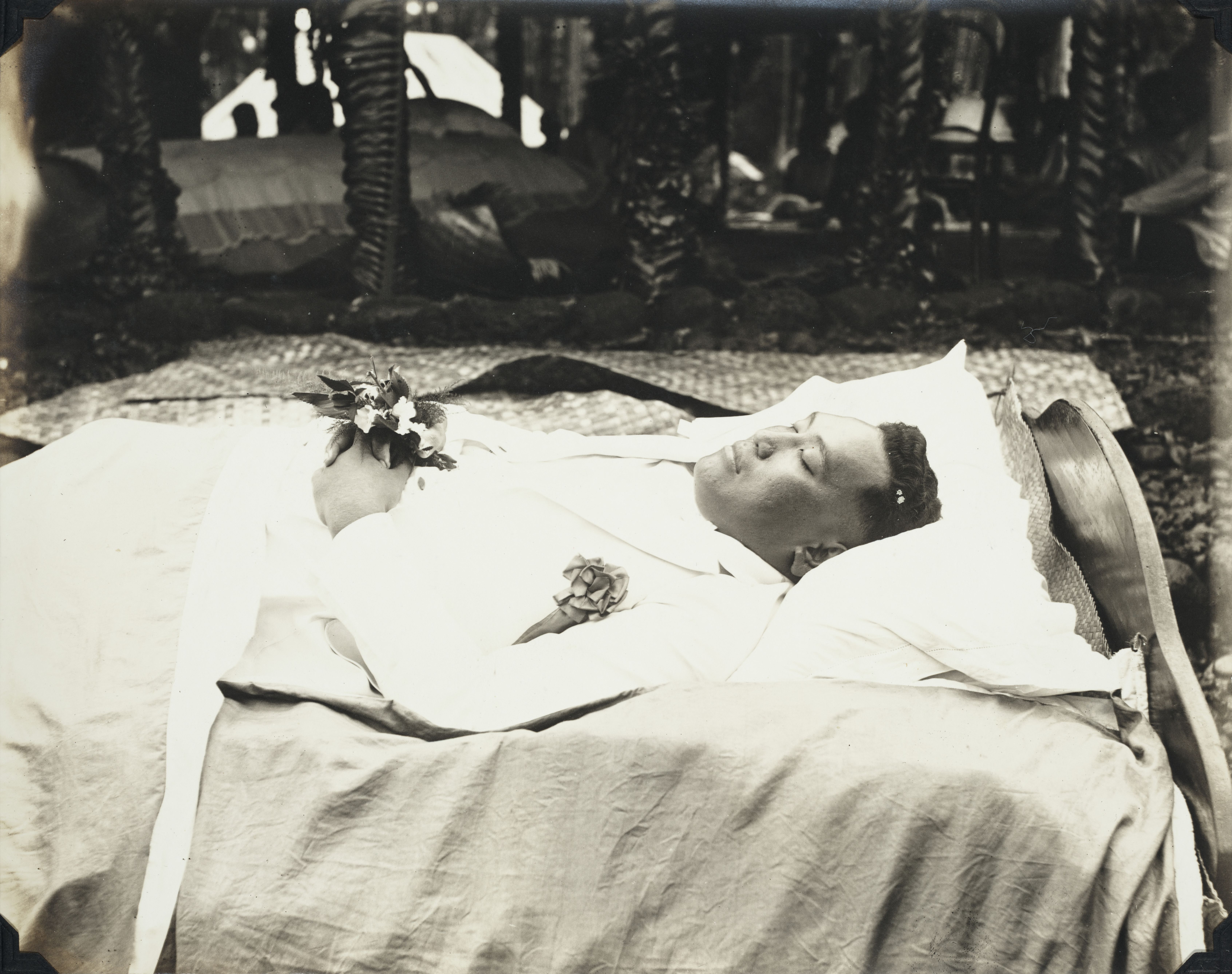
Tupua Tamasese Lealofi III al poble Vaimoso, 1930

L'endemà del seu funeral, el poble de Tamasese III va ser atacat per la policia militar neozelandesa; van saquejar les cases, inclosa la de la vídua i els fills que estaven fent dol a Tamasese. El coronel Allen va demanar reforços a Nova Zelanda després de dir que 2000 Mau havien provocat un motí.
El 12 de gener de 1930, el vaixell insígnia de la Royal Navy de Nova Zelanda, Dunedin, va portar marines per a perseguir els membres del Mau. El 13 de gener de 1930, Stephen Allen va decretar que el Mau era una organització sediciosa. Els Mau, que estaven plenament compromesos amb la resistència passiva, es van desplaçar fàcilment per la selva; els marines eren lents perquè portaven massa armes i no coneixien la selva com els Mau.
Els Mau ja no confiaven en la policia neozeelandesa, i aquesta por només va empitjorar després que un samoà desarmat de 16 anys va ser mort a trets mentre s'escapava d'un marines; l'excusa del marine que va dir que creia que el nen li llançava pedres va ser acceptada com una defensa adequada i no se'l va jutjar.
El 12 de març de 1930 es va declarar una treva, després que un altre nen fos assassinat pels marines neozelandesos, que ja patien d'esgotament pel calor i per malalties tropicals. Els homes Mau van tornar a les seves llars, amb la condició que s'involucressin al seu dret a no cooperar. Mentrestant, Nelson i altres líders exiliats van continuar pressionant el govern de Nova Zelanda i van comunicar el seu progrés al Mau.
L'abril del 1931 és nomenat un nou governador, el general de brigada Herbert Hart. Són arrestats els pocs seguidors de Mau que encara es manifestaven. Durant el 1931, la notícia de la creixent resistència al domini britànic de l'Índia va arribar a molts pobles de Samoa.

### Avançant cap a la independència
El moviment Mau no va passar desapercebut entre la població de Nova Zelanda, i el tractament dels samoans a mans de l'administració s'havia convertit en un tema polèmic en alguns electorats de Nova Zelanda durant les eleccions de 1929. El 1936 va marcar un punt d'inflexió per a Samoa, amb l'elecció d'un govern laborista a Nova Zelanda i la posterior relaxació de la repressió per part de l'administració samoana. Sota el nou govern, hi va haver un moviment lent cap a una major participació dels samoans en l'administració del seu propi país.

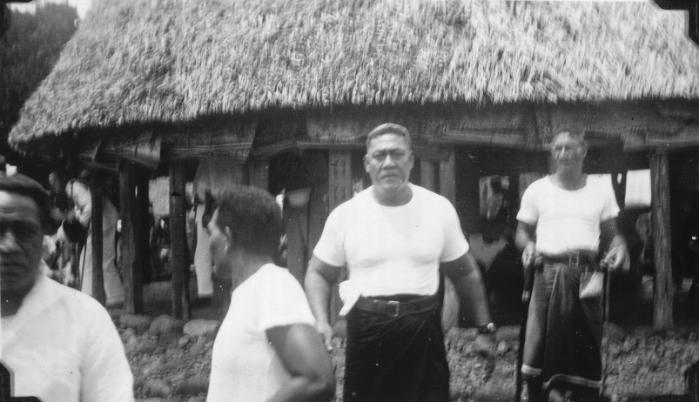
Gran cap Mata'afa Faumuina Fiame Mulinu'u I, un líder del Mau que esdevingué president del Mau després de la mort de Tamasese, c. 1930
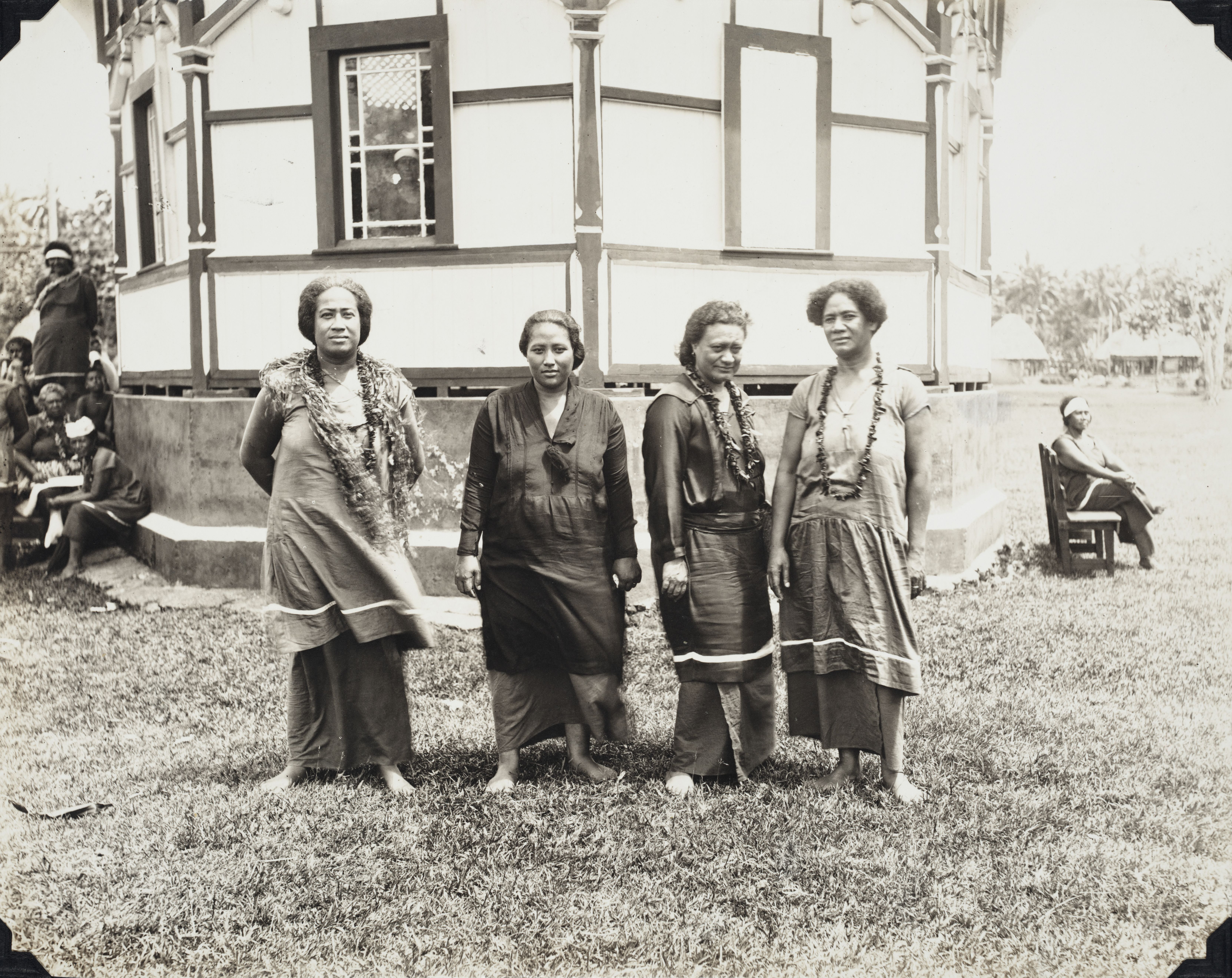
Les líders del Mau femení; Tuimaliifano, Tamasese, Nelson, Faumuina, c. 1930 (fotografia de Alfred John Tattersall)

## La independència de Samoa
Quan Samoa Occidental va obtenir la seva independència el 1962, Tupua Tamasese Meaole, fill del líder del moviment Mau, es va convertir en el seu primer copresident d'Estat junt amb Malietoa Tanumafili II.
Fiame Mata'afa Faumuina Mulinu'u II (1921-1975), fill d'un altre gran cap i líder del Mau, Mata'afa Faumuina Fiame Mulinu'u I, es va convertir en el primer Primer Ministre de Samoa samoà.
El juliol de 1997 es va modificar la Constitució de Samoa per canviar el nom del país, «Samoa», pel d'«Estat Independent de Samoa».

### Nova Zelanda demana perdó a Samoa
El 2002, Helen Clark, primera ministre de Nova Zelanda, va fer un moviment sense precedents i va demanar perdó a Samoa pel tractament que va fer Nova Zelanda als samoans durant l'època colonial. Clark va fer la disculpa a la capital, Apia, durant el 40è aniversari de la independència de Samoa. Les disculpes van cobrir l'epidèmia de grip de 1918, la matança de manifestants desarmats del Mau per part de la policia de Nova Zelanda el 1929, i el desterrament dels matai (caps) de les seves llars.

## El Mau a la Samoa americana
El Mau va tenir manifestacions, tant en els grups de Samoa occidental com els de Samoa oriental.
El moviment Mau va sorgir com una resposta indígena a l'annexió de les illes de Samoa oriental als Estats Units d'Amèrica el 1899. Va comptar amb la signatura de peticions en intents per promulgar la transformació política davant el govern colonial estatunidenc, que va incloure els esforços per a evitar l'impost de la copra.
Va haver-hi un moviment Mau a la Samoa americana que va tenir lloc a Tutuila durant la dècada del 1920. Va sorgir com a conseqüència dels preus fluctuants de la copra i va representar un enfrontament obert contra l'armada estatunidenca i el seu tracte al poble samoà indígena i la manca de respecte dels costums samoans, concepcions d'autogovern i la forma de vida samoana.
Als Estats Units, aquest moviment va rebre molta atenció per part de la premsa, tant favorable com desfavorable. El líder del moviment, Samuel Ripley de Leone, de Tutuila, es va exiliar de Samoa americana quan les autoritats de la Marina dels Estats Units li van prohibir desembarcar d'un vaixell que tornava a Pago Pago des de Califòrnia, i mai va ser autoritzat a tornar a la seva pàtria. Finalment es va convertir en l'alcalde de Richmond, Califòrnia.
El 1930, els Estats Units van enviar un comitè a Samoa Americana, format per ciutadans estatunidencs de Hawaii que van tenir un paper destacat en el derrocament del Regne de Hawaii i de la reina Lili'uokalani. El seu informe, favorable a la posició dels Estats Units, va tenir una gran influència en la política estatunidenca. Els dinou caps del Mau van ser empresonats i el moviment, seriosament debilitat, va desaparèixer a finals de la dècada del 1930, sent totalment suprimit de Samoa Americana.
Actualment, Samoa americana continua sent un territori autònom no incorporat dels Estats Units, i els seus líders elegits per la població són hostils a qualsevol noció d'independència. Tanmateix, la influència del moviment Mau es continua sentint.

## Influències contemporànies
Un grup de hip-hop de Samoa, fundat el 1990 per Kosmo, MC Kha Tha Feelstyle Orator i DJ Rockit V, va ser nomenat The Mau pel moviment Mau. El lema del grup va ser el mateix que el lema del moviment Mau; «Samoa mo Samoa» (Samoa per als samoans). Actualment The Mau s'ha reformat com el grup Rough Opinion. El grup encara porta el missatge del moviment Mau en els seus temes.